# Битка при Тразименското езеро
Битката при Тразименското езеро (24 юни 217 г. пр.н.е. – април от Юлианският календар) е сражение от Втората пуническа война между картагенците, ръководени от Ханибал и римляните, водени от консул Гай Фламиний. Битката е една от най-големите и най-успешни засади във военната история.

## Въведение
Ханибал предвожда въоръжени войници през цялата земя между град Кортона и Тразименското езеро. Зад планините разположил конниците в самия вход към теснината под доброто прикритие на възвишения, така че, когато римляните навлезли в нея, при внезапно нападение с конницата те щели да се окажат отрязани между езерото и планините. Фламиний достига езерото преди залез слънце, а на следващия ден, преди изгрев, преминал теснината без да разузнае обстановката. След като походната му колона почнала да се разгъва в полето, забелязва враговете, които били срещу него, но не и скритите в засада войски в тила си и другите над тях.

## Битката
Картагенецът Ханибал, постигнал това към което се стремял – да затвори противника между езерото и планините и да го обкръжи със своята войска – дал на всички сигнал за нападение. Когато се втурнали надолу по най-кратките пътеки, те заварили римляните съвършено неподготвени и изненадани, защото вдигналата се от езерото мъгла била по-гъста в ниското, отколкото в планините, така че отрядите на враговете от повечето хълмове можели добре да се виждат помежду си и поради това да налитат едновременно. Отвсякъде се разнесли бойни викове и римляните, преди още да видят ясно, почувствали, че са обградени и че се завързва сражение и на фронта, и на крилата, без да успеят да построят бойния ред, да приготвят оръжията за бой и да извадят мечовете.
При надвисналата тъй голяма опасност консулът запазва достатъчно самообладание сред всеобщата паника и като се насочвал по посока на обърканите викове, започнал да построява бойния ред според случая и мястото и навсякъде, където могъл да отиде и да бъде чут, насърчавал войниците, заповядвал им да не отстъпват и да се сражават: защото не с обети и молби за помощ към боговете, а със сила и храброст можело да се измъкнат оттам; с меч трябвало да си проправят път през строя на враговете и колкото по-малко се страхуват, толкова по-малка била опасността. Поради шума и безредието не можело да се чуе нито съвет, нито заповед и войниците не само, че не помисляли да търсят своите знамена, редици и места, но едва им стигали силите да вземат оръжието и да го приготвят за бой, а за някои то било по-скоро бреме, отколкото защита. Отвсякъде се чували стоновете на ранените и ударените по телата и доспехите, примесени с викове от паника. Едни побягвали, но спирали, увлечени от тези, които искали да се бият; други, които се връщали в боя, били повличани от тълпата на бягащите. По-късно, когато предприели напразни опити да нападнат едновременно във всички посоки, защото от двете страни ги заграждали хълмовете и езерото, а отпред и в гръб – бойният ред на враговете. Станало ясно, че единствената надежда за спасение е в десницата и оръжието, тогава всеки сам на себе си станал вожд и съветник в боя; битката била подновена, но нито бойните редици били правилно подредени, нито антесигнаните се сражавали пред знамената, за да бъде зад тях бойният ред на триариите, нито всеки бил в своя легион, кохорта или манупула: случайността ги събирала на едно място и собственият дух подсказвал всекиму отпред или отзад да се сражава. Въодушевлението тогава било толкова голямо, че никой от сражаващите се не усетил земетресението, което разрушило големи части от много градове в Италия, отклонило бързи реки от течението им, докарало морето в речните корита, предизвикало огромни свличания в планините. Почти три часа продължавало сражението, но около консула битката била най-настървена и безпощадна. Съпровождали го най-отбраните войници, а и той самият, щом усетел, че някъде неговите войници са притиснати и са в беда, неуморно се притичвал на помощ. Тъй като се отличавал с доспехите си, римляните го защитавали, а враговете се стремели към него с всички сили, докато един конник от инсубрите – името му било Дукарий – не познал консула по външността и не казал на съотечествениците си: „Ето този унищожи нашите легиони и опустоши нивите и града ни. Сега ще го принеса в жертва на душите на нашите нещастно погубени граждани.“ Сетне забил шпори в корема на коня, пробил си път сред най-гъстата част на враговете и като съсякъл най-напред оръженосеца, който се изпречил срещу идващия враг, пронизал консула с копие. Спуснал се да смъкне доспехите на консула, но триариите защитили тялото му с щитовете си. Тогава да бяга голяма част от римската войска и вече нито езерото, нито планините можели да бъдат препятствие за страха.

## След битката
С изгрева на слънцето се разкрива безнадеждната действителност и позорно разбитата римска войска. Така протекла прочутата битка при Тразименското езеро – едно от малкото паметни поражения на римския народ. Петнадесет хиляди римляни са убити на бойното поле; десет хиляди се спасили с бягство и разпръснати по цяла Етрурия, се отправили по всевъзможни пътища към Рим. Две хиляди и петстотин души от враговете загиват в сражението, след това мнозина – от раните си. Ханибал освободил пленените латини без откуп, а римляните оковал.
При първото известие за поражението в Рим народът сред огромен страх и суматоха се стекъл към форума. Матроните бродели по пътищата и разпитвали когото срещнели какво било това неотдавнашно поражение и каква е съдбата на войската. Едва малко преди залез слънце преторът Марк Помпоний излиза със съобщението: „Победени сме в голяма битка“.